# ソニア・トマラ
ソニア・トマラ（Sonia Tomara, 1897年2月26日 - 1982年9月7日）は、ロシア帝国出身のジャーナリスト。第二次世界大戦における最初の女性従軍特派員の1人と言われている。

## 経歴
1897年、ロシア帝国サンクトペテルブルクにて、父ミハイル（Michael）と母オルガ・マモントフ（Olga Mamontoff）の娘として生を受ける。ロシアでは化学工学の学位を取得してモスクワ女子大学を卒業している。1920年、ロシア革命の最中、母と共にフランスへと逃れる。フランスでは『ル・マタン』紙に採用され、政治部記者および編集者を務める。1928年、『ニューヨーク・ヘラルド・トリビューン』紙に採用される。
1930年代にはヨーロッパに戻り、ドイツ国におけるアドルフ・ヒトラーの権力掌握、ドイツのフランス侵攻といった出来事を取材した。1940年、独仏休戦協定が結ばれた後にアメリカに戻る。1942年、従軍特派員としての認定を受けて極東方面へと派遣され、中国・ビルマ・インド戦線における政治関連の取材を担当した。
1943年5月、中国方面へと派遣され、揚子江にて日本軍と対峙する国民革命軍の活動を取材した。その後に北アフリカに向かい、連合国軍司令部での取材を行った。1944年、パリに戻る。1947年、ウィリアム・クラークと結婚し、『ニューヨーク・ヘラルド・トリビューン』を退職。

## 死去
1982年8月、脳卒中を起こして入院する。9月7日、ニュージャージー州のプリンストン医療センター（Princeton Medical Center）にて死去。

## 関連書籍
- John Hohenberg (1995). Foreign Correspondence: The Great Reporters and Their Times. Syracuse University Press. pp. 153–. ISBN 978-0-8156-2648-0
- Nancy Caldwell Sorel (1999). The Women Who Wrote the War: The Riveting Saga of World War II's Daredevil Women Correspondents. Arcade Publishing. pp. 59–. ISBN 978-1-55970-493-9